# Aquilegia atwoodii
Aquilegia atwoodii là một loài thực vật có hoa trong họ Mao lương. Loài này được S.L.Welsh mô tả khoa học đầu tiên năm 2003.